# OCN
OCN (acrônimo de Orion Cinema Network) é um canal de televisão por assinatura sul-coreano de propriedade da CJ ENM. Foi fundada em 1º de março de 1995. Sua programação é baseada na veiculação de filmes e séries. É o canal a cabo mais assistido da Coreia do Sul.

## Programas
- Coma (2006)
- Don't Ask Me about the Past (2008)
- God's Quiz season 1 (2010)
- God's Quiz season 2 (2011)
- God's Quiz season 3 (2012)
- Vampire Prosecutor (2011)
- Vampire Prosecutor 2 (2012)
- Special Affairs Team TEN (2011)
- Special Affairs Team TEN 2 (2013)
- Hero (2012)
- The Virus (2013)
- Cheo Yong (2014)
- God's Quiz season 4 (2014)
- Reset (2014)
- Bad Guys (2014)
- Dr. Frost (2014-2015)
- Missing Noir M (2015)
- My Beautiful Bride (2015)
- Cheo Yong 2 (2015)
- My Secret Romance (2017)
- Black (2017)
- My First Love (2018)